# Barbara Fiałkiewicz-Kozieł
Barbara Fiałkiewicz-Kozieł (ur. 12.1981 r.) – polska badaczka, doktor habilitowana w dziedzinie nauk ścisłych i przyrodniczych w dyscyplinie nauk o Ziemi i środowisku.
Geochemik torfowisk i paleoekolog w Pracowni Biogeochemii na Wydziale Nauk Geograficznych i Geologicznych Uniwersytetu im. Adama Mickiewicza w Poznaniu. Główny nurt jej zainteresowań badawczych to geochemiczny zapis fundamentalnego wpływu działalności człowieka w torfowiskach na przestrzeni ostatnich dwustu lat. Jako członek Antropocene Working Group zajmuje się obecnie wyznaczeniem dolnej granicy antropocenu na podstawie globalnie zlokalizowanych różnorodnych środowisk akumulacji ze szczególnym uwzględnieniem torfowisk. Jej stanowisko badawcze – "Na równi pod Śnieżką" jest kandydatem na "złotego kolca" antropocenu i stanowiskiem referencyjnym dla obszaru Europy.

## Życiorys
Dr hab. Barbara Fiałkiewicz - Kozieł ukończyła studia na Uniwersytecie Śląskim w Katowicach, studia magisterskie na Wydziale Biologii i Ochrony Środowiska o specjalności: Biologia ogólna i eksperymentalna, broniąc pracę magisterską pt.: Zmienność morfologiczna populacji naturalnych Cardaminopsis halleri na Wyżynie Śląskiej w Katedrze Botaniki Systematycznej w 2005 r. Następnie ukończyła studia doktoranckie w Katedrze Ekologii Wydziału Biologii i Ochrony Środowiska UŚ, uzyskując stopień doktora nauk biologicznych w zakresie biologii na podstawie rozprawy doktorskiej pt. Dynamika zmian zanieczyszczenia metalami ciężkimi na przykładzie wybranych torfowisk wysokich Kotliny Orawsko-Nowotarskiej (promotor: dr hab. Bernard Palowski), nadany uchwałą Rady Wydziału Biologii i Ochrony Środowiska w dniu 23.04.2010 r. Od 2010 r. pracownik Wydziału Nauk Geograficznych i Geologicznych Uniwersytetu im. Adama Mickiewicza w Poznaniu. W 2023 roku uzyskała stopień doktora habilitowanego na podstawie osiągnięcia pt.: Geochemiczny zapis działalności człowieka w wybranych osadach torfowych Eurazji jako narzędzie do wyznaczenia dolnej granicy antropocenu.
Członkini: Polskiego Towarzystwa Botanicznego, European Association of Geochemistry (EAG), Anthropocene Working Group.
Kierownik wielu projektów naukowych, w tym IGCP 732 "LANGUAGE of the Anthropocene (LANGUAGE - Lessons in anthropogenic impact: a knowledge network of geological signals to unite and assess global evidence of the Anthropocene)". Projekt realizowany pod patronatem UNESCO przez prof. Michaela Wagreicha. Barbara Fiałkiewicz - Kozieł jest liderką reprezentującą Polskę.

## Wybrane publikacje
- Fiałkiewicz-Kozieł B., Smieja-Król B., Frontasyeva M., Słowiński M., Marcisz K., Lapshina E., Gilbert D., Buttler A., Jassey V.E.J., Kaliszan K., Laggoun-Defarge F., Kołaczek P., Lamentowicz M., 2016. Anthropogenic and natural sources of dust in peatland during the Anthropocene. Scientific Reports [online] 6: 38731. DOI: 10.1038/srep38731
- Fiałkiewicz-Kozieł B., Łokas E., Gałka M., Kołaczek P., De Vleeschouwer F., Le Roux G., Smieja-Król B., 2020.Influence of transboundary transport of trace elements on mountain peat geochemistry (Sudetes, Central Europe). Quaternary Science Reviews [online] 230, 106162. DOI: 10.1016/j.quascirev.2020.106162
- Fiałkiewicz-Kozieł B., Bao K., Smieja-Król B., 2022. Geographical drivers of geochemical and mineralogical evolution of Motianling peatland (Northeast China) exposed to different sources of rare earth elements and Pb, Nd, and Sr isotopes. Sci.Total Environ. [online] 807, 150481.DOI: 10.1016/j.scitotenv.2021.150481
- Fiałkiewicz-Kozieł B., Łokas E., Smieja-Król B., Turner S.D., De Vleeschouwer F., Woszczyk M., Marcisz K., Gałka M., Lamentowicz M., Kołaczek P., Hajdas I., Karpińska-Kołaczek M., Kołtonik K., Mróz T., Roberts S.L., Rose N.L., Krzykawski T., Boom A., Yang H. (2022, in press). The Śnieżka peatland as a candidate for the Global Boundary Stratotype Section and Point for the Anthropocene series. The Anthropocene Review [online] 10(1), 288-315. DOI: 10.1177/2053019622113642
- Fiałkiewicz-Kozieł B., De Vleeschouwer F., Mattielli N., Fagel N, Palowski B., Pazdur A. Smieja-Król,B., 2018. Record of Anthropocene pollution sources of lead in disturbed peatlands from Southern Poland. Atmospheric Environment [online] 179:61-68. DOI: 10.1016/j.atmosenv.2018.02.002
- Gallego-Sala, A.V., Charman, D.J., Brewer, S., Page, S.E., Prentice, I.C., Friedlingstein, P., Moreton, S., Amesbury, M.J., Beilman, D.W., Björck, S., Blyakharchuk, T., Bochicchio, C., Booth, R.K., Bunbury, J., Camill, P., Carless, D., Chimner, R.A., Clifford, M., Cressey, E., Courtney-Mustaphi, C., De Vleeschouwer, F., de Jong, R., Fialkiewicz-Koziel, B., Finkelstein, S.A., Garneau, M., Githumbi, E., Hribjlan, J., Holmquist, J., Hughes, P.D.M., Jones, C., Jones, M.C., Karofeld, E., Klein, E.S., Kokfelt, U., Korhola, A., Lacourse, T., Le Roux, G., Lamentowicz, M., Large, D., Lavoie, M., Loisel, J., Mackay, H., MacDonald, G.M., Makila, M., Magnan, G., Marchant, R., Marcisz, K., Martínez Cortizas, A., Massa, C., Mathijssen, P., Mauquoy, D., Mighall, T., Mitchell, F.J.G., Moss, P., Nichols, J., Oksanen, P.O., Orme, L., Packalen, M.S., Robinson, S., Roland, T.P., Sanderson, N.K., Sannel A.B.K., Silva-Sánchez, N., Steinberg, N., Swindles, G.T., Turner, T.E., Uglow, J., Väliranta, M., van Bellen, S., van der Linden, M., van Geel, B., Wang, G., Yu, Z., Zaragoza-Castells, J., Zhao, Y., 2018. Latitudinal limits to the predicted increase of the peatland carbon sink with warming. Nature Climate Change [online] 8(10): 907-913. DOI: 10.1038/s41558-018-0271-1
- Waters C.N., Williams M., Zalasiewicz J., Turner S.D., Barnosky A.D., Head M.J., Wing S.L., Wagreich M., Steffen W., Summerhayes C.P., Cundy A.B., Zinke J., Fiałkiewicz-Kozieł B., Leinfelder R., Haff P.K., McNeill J.R., Rose N.L., Hajdas I., McCarthy F.M.G., Cearreta A., Gałuszka A., Syvitski J., Han Y., An Z., Fairchild I.J., Ivar do Sul J.A., Jeandel C. 2022. Epochs, events and episodes: Marking the geological impact of humans, Earth-Science Reviews [online] 234: 104171.DOI: 10.1016/j.earscirev.2022.104171